# Калачёвская епархия
Калачёвская епа́рхия — епархия Русской православной церкви, объединяющая приходы и монастыри в юго-восточной части Волгоградской области (в границах Быковского, Иловлинского, Калачёвского, Клетского, Котельниковского, Ленинского, Николаевского, Октябрьского, Палласовского, Светлоярского, Среднеахтубинского, Старополтавского, Суровикинского и Чернышковского районов). Входит в состав Волгоградской митрополии.
Епархиальный центр — город Волжский. Кафедральный собор — Никольский в Калаче-на-Дону.

## История
Учреждена решением Священного Синода 15 марта 2012 года путём выделения из Волгоградской епархии. Включена в состав Волгоградской митрополии.
Управляющим епархией был временно назначен митрополит Волгоградский и Камышинский Герман (Тимофеев). С 6 ноября 2013 епархией управляет епископ Иоанн.

## Управляющие
- Митрополит Герман (Тимофеев) (15 марта 2012 — 6 ноября 2013) в/у, митрополит Волгоградский
- Епископ Иоанн (Коваленко) (с 6 ноября 2013 года)

## Благочиния
Епархия разделена на 8 церковных округов (По состоянию на октябрь 2022 года[значимость факта?]):
- Волго-Ахтубинское благочиние — протоиерей Дмитрий Старшинин
- Волжское благочиние (г. Волжский, Среднеахтубинский и Ленинский районы) — протоиерей Александр Копейкин.
- Иловлинское благочиние (Иловлинский район) — протоиерей Василий Голик.
- Калачёвское благочиние (Калачёвский, Суровикинский и Чернышковский районы) — иерей Максим Величко.
- Клетское благочиние (Клетский район) — протоиерей Михаил Пономарев
- Котельниковское благочиние (Котельниковский и Октябрьский районы) — протоиерей Виктор Болганов
- Николаевское благочиние (Николаевский, Старополтавский и Палласовский районы) — протоиерей Александр Перескоков.
- Светлоярское благочиние (Светлоярский район) — протоиерей Николай Голик

## Монастыри
Мужские
- Свято-Вознесенский Кременский монастырь в хуторе Саушкин Клетского района
- Свято-Архангельский монастырь в хуторе Барбаши Светлоярского района
- Монастырь преподобных Сергия и Германа Валаамских в городе Волжский

недействующие
- Краснослободский монастырь Архистратига Михаила в Краснослободске (мужской)[4][5]